# Łoźnica (Poméranie-Occidentale)
Pour les articles homonymes, voir Łoźnica.
Łoźnica est une localité polonaise de la gmina rurale de Przybiernów, située dans le powiat de Goleniów en voïvodie de Poméranie-Occidentale. Elle se situe à environ 23 km au nord de la ville de Goleniów et 39 km au nord de la capitale régionale Szczecin. 

## Géographie

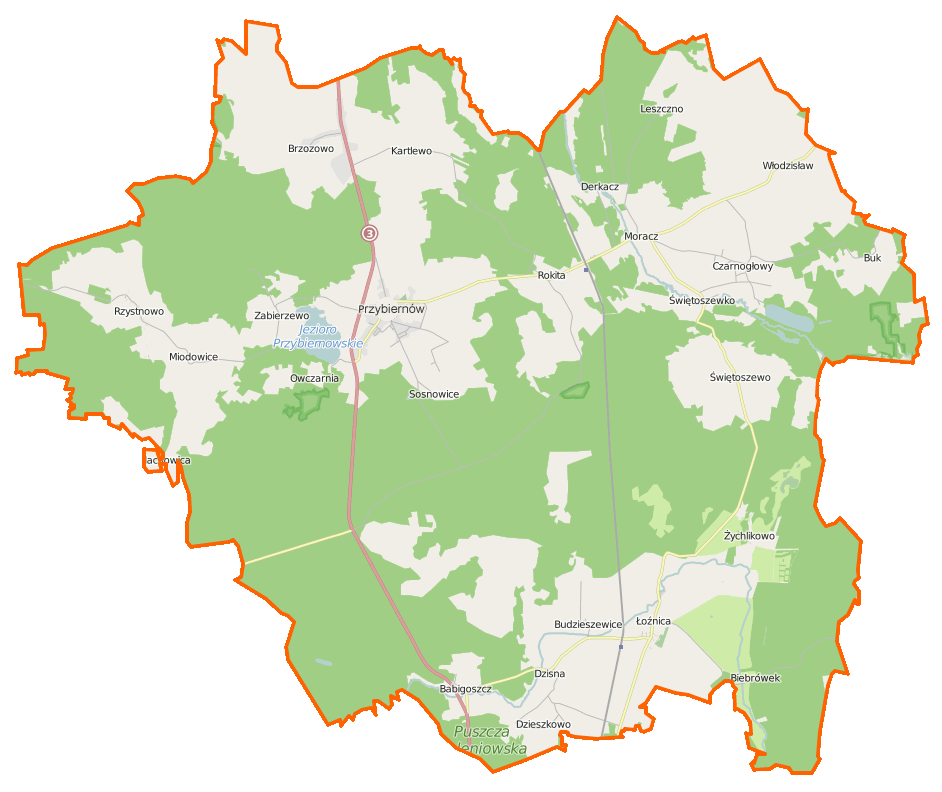
Carte de la gmina de Przybiernów.

## Histoire
De 1818 à 1945, Kantreck fait partie de l'arrondissement de Cammin-en-Poméranie (de) dans le district de Stettin au sein de la province de Poméranie.